# Heleobops carrikeri
Heleobops carrikeri is een slakkensoort uit de familie van de Hydrobiidae. De wetenschappelijke naam van de soort is voor het eerst geldig gepubliceerd in 1989 door Davis & McKee.